# Tegyük le!
A Tegyük le! (Put It Down) a South Park című amerikai animációs sorozat 279. része (a 21. évad 2. epizódja). Elsőként 2017. szeptember 20-án sugározták az Egyesült Államokban. Magyarországon a magyar Comedy Central 2017. október 19-én mutatta be.
Az epizód során Craig próbálkozik azzal, hogy valahogy lenyugtassa barátját, Tweeket az aktuálpolitika miatt keltett feszültségből. A cselekmény kiparodizálja az Egyesült Államok és Észak-Korea kapcsolatát, az észak-koreaiak 2017-es atomrakéta-tesztjeit, a vezetés közbeni mobiltelefonálást, illetve Donald Trump amerikai elnöksége során a Twitteren tanúsított viselkedését.

## Cselekmény
|  | Alább a cselekmény részletei következnek! |

Tweek előad az iskolában egy borzasztóan zaklatott dalt, amiben rendkívül zaklatottan adja elő azt, amit az aktuális észak-koreai helyzettel kapcsolatban érez, mindenki megdöbbenésére. A fiúk azt javasolják Craignek, hogy próbáljon meg valamit kezdeni a problémáival, Tweek azonban tovább pánikol, amikor meglátja, hogy Garrison elnök a Twitteren közzétett tweetjeivel szidalmazza Észak-Koreát. Craig azt javasolja Tweeknek, hogy süssön a koreaiaknak süteményt, hogy ezzel megnyugtassa őket. Ezalatt kiderül, hogy Cartman és Heidi újra járnak, Cartman állítása szerint csak azért, mert Heidi öngyilkossággal fenyegetőzött. Ennek ellenére Heidi az, aki mutat egy hangfelvételt arról Stannek, hogy Cartman volt az, aki öngyilkos akart lenni, ha a lány nem fogadja vissza. Heidi arra kéri Stant, hogy kezelje bizalmasan a hangüzenetet, amiben elmondja ezt, Stan mégis megmutatja a többieknek, hogy kinevessék Cartmant. Cartman úgy dönt, hogy fel fogja hívni a figyelmet arra, hogy az öngyilkosság egy igen nagy probléma, de PC igazgató azt mondja, hogy már van egy témájuk, amivel foglalkozni fognak: a vezetés közbeni mobilozás. Ugyanis az elmúlt időszakban drámaian megugrott a halálesetek száma, amit jobbára figyelmetlen sofőrök okoznak azzal, hogy vezetés közben Garrison elnök tweetjeit olvassák.
Tweek megtudja, hogy Kim Dzsongunnak nagyon ízlettek a süteményei és barátságos hangvétellel nyilatkozik. Mindez semmivé lesz, amikor Garrison azzal sértegeti a koreaiakat, hogy Tweek nyilvánvalóan beleszékelt a süteménytésztába, és ők azt ették meg. Cartman az iskolában egy dalt ad elő az öngyilkossági kísérletekre való figyelemfelhívási szándékkal, közben egy diákot pedig elüt egy figyelmetlen sofőr. Cartman ezután Heidival próbálkozik a kampányolással, és az utcán mondja a járókelőknek, hogy komolyan meg fogja tenni, ha nem figyelnek rá. Heidi rájön, hogy Cartman kizárólag azért csinálja az egészet, hogy felhívja magára a figyelmet.
Észak-Korea rakétatesztet végez Tweekék háza felett, ami újabb pánikot kelt a fiúban. Craig úgy dönt, hogy vidámparkba viszi őt, hogy lenyugtassa, ám amikor Garrison megtudja, hogy hol van, azonnal kitweeteli, és ezzel további haláleseteket idéz elő. Craig tovább próbálkozik, amire Tweek sértetten reagál úgy, hogy neki most nem a logikus gondolkodására és a geopolitikai ismereteire van szüksége.
Ebéd közben megemlékezést tartanak a halott diákok emlékére, akiket elgázoltak, amit Cartman félbeszakít a saját öngyilkosságos figyelemfelhívásával - és közli, hogy lehet, hogy közben megteszi. Heidi megkéri, hogy hagyja abba ezt az önző viselkedést, és közli, hogy a figyelemfelhívásnak nem az a fő célja, hogy megoldja a problémát, vagy hogy gyors válaszokat adjon, hanem az, hogy segítsen a bajban lévő embereknek rendszerezni az érzelmeiket, hogy ki tudják azokat rendesen fejezni és meg tudják azokat beszélni másokkal. Craig ennek hatására megvilágosodik és Tweekhez rohan - ahelyett, hogy érvelni kezdene neki, hogy az Észak-Koreával szembeni félelmei miért alaptalanok, egyszerűen csak együttérzéséről biztosítja őt, Tweek peeig elmondja, hogy rettenetesen fél, erőtlennek és tehetetlennek érzi magát. Ebből támad egy ötletük, és másnap "Tegyük le!" címmel mutatnak be egy dalt az iskola többi tanulójával. Ebben arra kérik az embereket, hogy ha megválasztják őket az Egyesült Államok elnökének, ne használják a mobiltelefonjukat. Végül Cartman örömittasan szakítja félbe a dalt, közölve, hogy nem lesz öngyilkos.

## Fordítás
Ez a szócikk részben vagy egészben  a   Put It Down (South Park) című angol Wikipédia-szócikk ezen változatának fordításán alapul.  Az eredeti cikk szerkesztőit annak laptörténete sorolja fel. Ez a jelzés csupán a megfogalmazás eredetét és a szerzői jogokat jelzi, nem szolgál a cikkben szereplő információk forrásmegjelöléseként.